# Spuhlja
Spuhlja – wieś w Słowenii, w gminie Ptuj. W 2018 roku liczyła 871 mieszkańców.